# Caoilinn Hughes
Pour les articles homonymes, voir Hughes.
Caoilinn Hughes, née en 1985 à Galway dans la province de Connacht en Irlande, est une romancière, nouvelliste et poétesse irlandaise.

## Biographie
Titulaire d'une licence et d'une maîtrise de l'université Queen's de Belfast et d'un doctorat en littérature anglaise de l'université Victoria de Wellington, en Nouvelle-Zélande, elle publie en 2014 un premier recueil de poésie, Gathering Evidence.
Elle publie en 2018 son premier roman, Orchid & the Wasp. Ce titre remporte en 2019 le prix Collyer Bristow
 et est notamment présélectionné dans la liste du prix du meilleur premier roman de l'Authors' Club (en) et dans celle de l'International IMPAC Dublin Literary Award
En 2018, elle obtient le premier et le troisième prix de la meilleure nouvelle de l'année remis par l'association The Moth, avec les nouvelles Psychobabble et Standard Deviation . En 2019, elle remporte un O. Henry Award pour sa nouvelle Prime. Elle remporte l'année suivante le Irish Book Awards de la meilleure nouvelle de l'année 2020 pour I Ate It All And I Really Thought I Wouldn't 
En 2020, elle publie son deuxième roman, The Wild Laughter, qui remporte le Encore Award (en) 2021 remis par la Royal Society of Literature. Ce titre est également sélectionné pour le prix Dylan Thomas (en) en 2021 et le prix Dalkery, dans la catégorie des nouveaux auteurs .
En 2021, elle est membre de l'équipe d'écrivains du Trinity College de Dublin. Elle est l'une des cinq écrivains invités à tenir une residence au sein de la bibliothèque Gladstone en 2022
.
En France, son premier roman est traduit sous le titre Sélection naturelle par l'éditeur Christian Bourgois en 2021. Il raconte l'histoire du passage à l'âge adulte de la jeune Gael, confronté aux déboires financiers de sa famille à la suite de la crise économique de 2008 et à ses propres problèmes dans l'Irlande et plus à travers le monde de l'art au début du XXIe siècle.

## Œuvre

### Romans et recueils de poèmes
- Gathering Evidence (2014)
- Orchid And The Wasp (2018) Publié en français sous le titre Sélection naturelle, traduction de Anne Hasier, Paris, Christian Bourgois, 2021
- The Wild Laughter (2020)

## Prix et distinctions notables
- Prix Collyer Bristow en 2019 pour le roman Orchid & the Wasp.
- O. Henry Award en 2019 pour sa nouvelle Prime
- Irish Book Awards de la meilleure nouvelle de l'année 2020 pour I Ate It All And I Really Thought I Wouldn't .
- Encore Award (en) 2021 pour le roman The Wild Laughter'.